# Jean Parisot de la Valette
Fra' Jean Parisot de la Valette (født 1494 i La Valette-du-Var i Frankrig, død 21. august 1568 i Birgu på Malta), var fra 1557 til sin død den 49. stormester i Johanniterordenen. 
Han grundlagde den nuværende hovedstad på Malta, Valletta, som også er opkaldt efter ham.